# Canal de jonction de Nancy
Le canal de jonction de Nancy est un canal français qui relie le canal de la Marne au Rhin et le canal des Vosges. Il commence à Messein, en Meurthe-et-Moselle, traverse Richardménil, Ludres et Fléville, pour arriver à Laneuveville-devant-Nancy à l'écluse 46.
Il avait été fermé à la suite d'un effondrement de berge, et a rouvert en 2012.

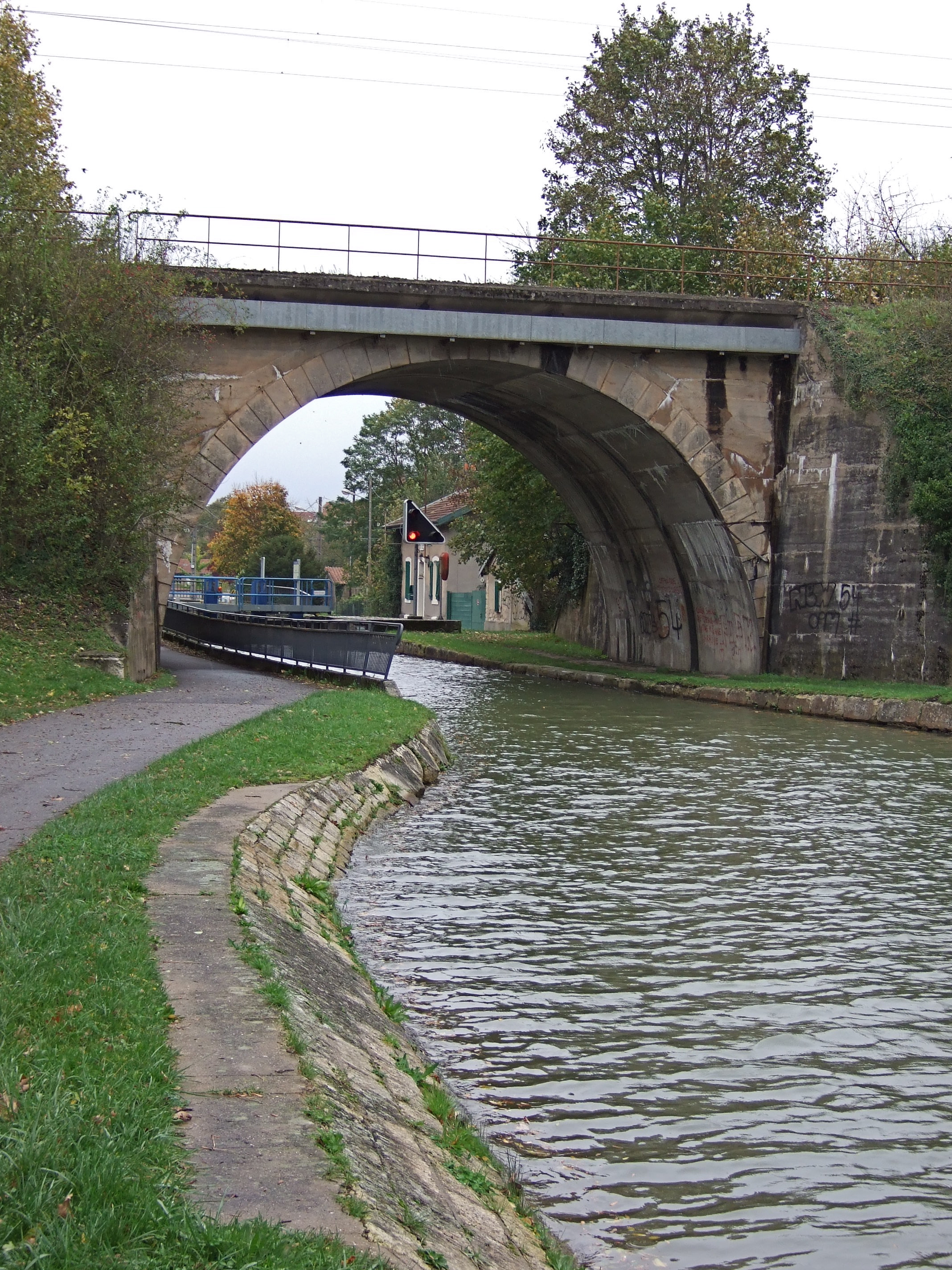
Un pont sur le canal.
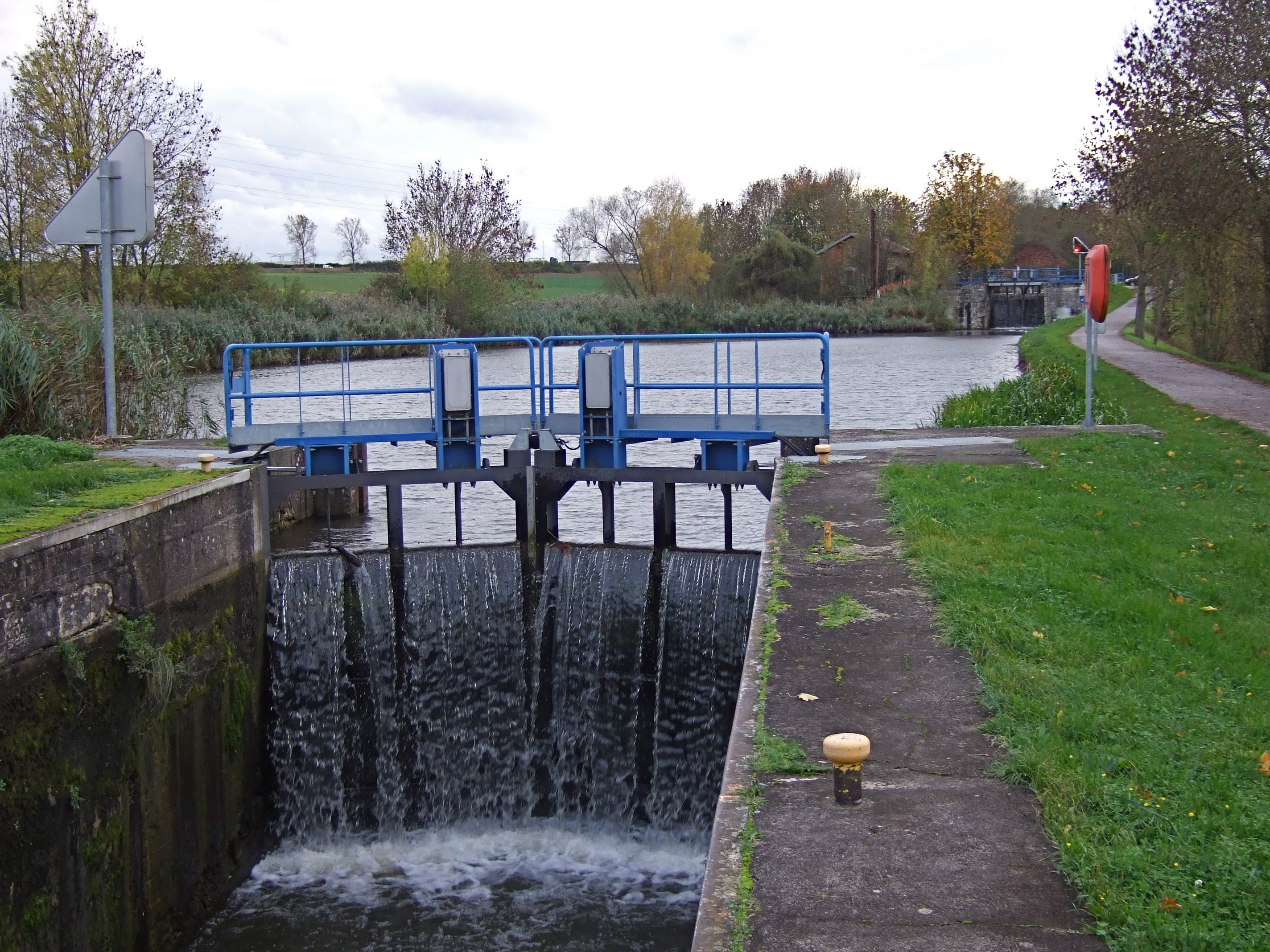
Une écluse.
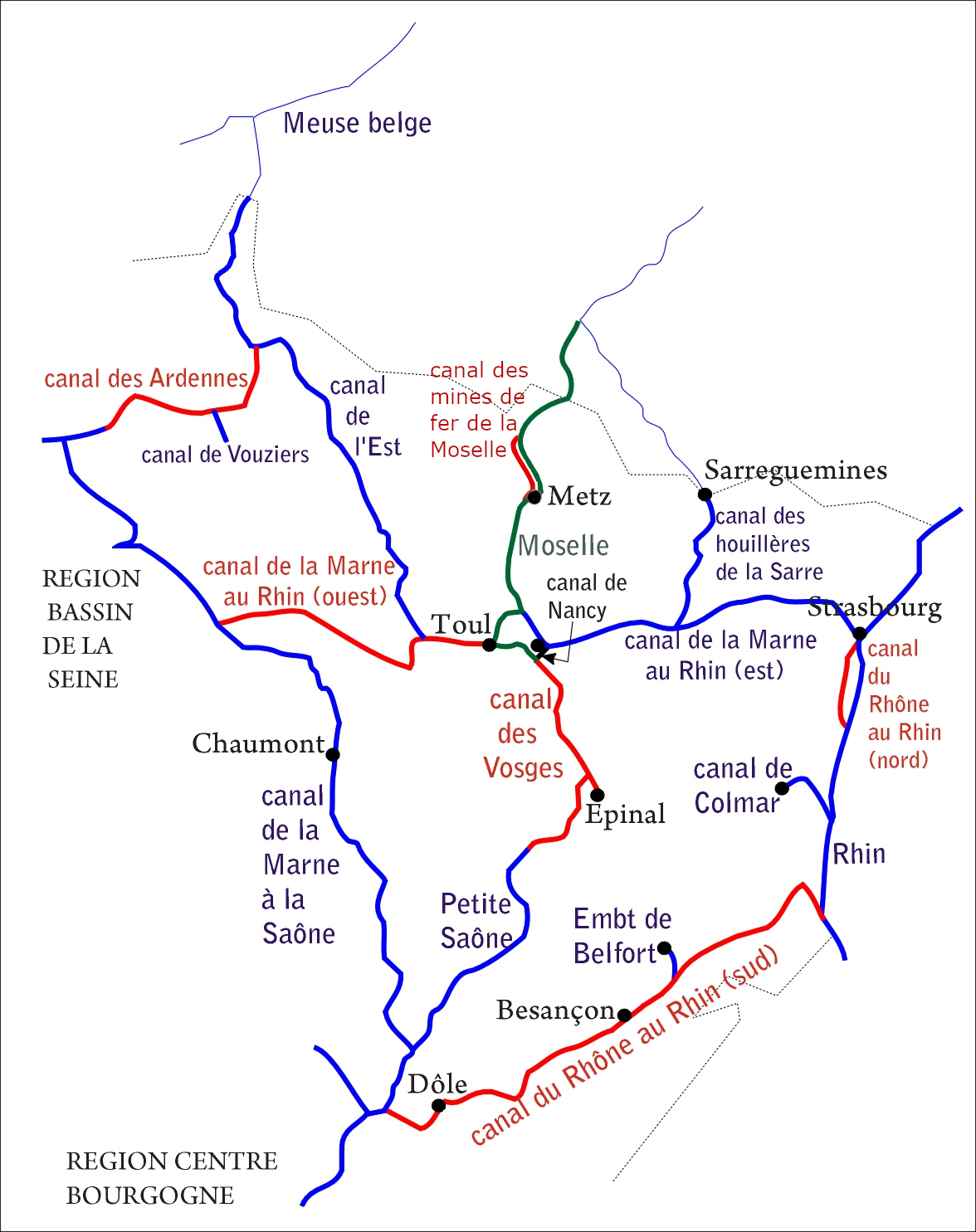
Canal de Nancy sur la carte des voies navigables de la région Est.